# 17637 Blaschke
17637 Blaschke este un asteroid din centura principală de asteroizi.

## Descriere
17637 Blaschke este un asteroid din centura principală de asteroizi. A fost descoperit pe 11 august 1996 la Prescott (Arizona) de Paul G. Comba. Asteroidul prezintă o orbită caracterizată de o semiaxă mare de 2,38 ua, o excentricitate de 0,14 și o înclinație de 7,4° în raport cu ecliptica.